# 刘志强 (1964年)
刘志强（1964年—），男，广东深圳人，中华人民共和国企业家，慈善家，曾任中国民间商会副会长、香江集團董事局主席。

## 家庭
妻子翟美卿为香江集团有限公司总裁。

## 社会兼职
担任第八届、第九届、第十届，第十一届全国政协委员，第十届中华全国工商业联合会副主席，第九届、十届中华全国青年联合会副主席，中国光彩事业促进会副会长。

## 财富
2015年福布斯中国富豪榜单，刘志强夫妇以146.1亿元排第87位。